# 稲沢市立平和中学校
稲沢市立平和中学校（いなざわしりつへいわちゅうがっこう）は愛知県稲沢市平和町平池七反田にある公立中学校。略称は「平中」。

## 沿革
平和中学校HPでは1947年開校となっているが、平和町誌では、1942年の中島郡平和村立平和国民学校高等科の開設を創立年としている。
- 1942年（昭和17年）4月 - 中島郡平和村立平和国民学校に高等科を設置する。
- 1947年（昭和22年）4月 - 新学制実施に伴い、中島郡平和村立平和中学校が発足。
- 1948年（昭和23年）6月 - 校舎が完成する。
- 1949年（昭和24年）9月 - 校舎を増築する。
- 1961年（昭和36年）6月28日 - 集中豪雨のため校舎が水中に孤立、一週間休校。
- 1962年（昭和37年）3月 - 鉄筋三階建校舎1期工事着工。
- 1964年（昭和39年）
  - 4月 - 鉄筋三階建校舎2期工事着工。
  - 8月 - 木造校舎一部移転、鉄筋三階建校舎3期工事着工。
  - 10月 - 東京オリンピック聖火リレーに参加。
- 1966年（昭和41年）8月 - 県大会で庭球部が優勝。
- 1971年（昭和46年）8月 - 校玄関南部にクラブハウス設置。
- 1972年（昭和47年）6月 - 校舎北側に生徒自転車置場設置。
- 1975年（昭和50年）2月 - 北玄関壁面に校訓額設置。
- 1978年（昭和53年）9月 - 運動場に夜間照明設置。
- 1980年（昭和55年）2月 - 東海三県学校図書館コンクール読書指導部門に優秀賞を受ける。
- 1982年（昭和57年）7月 - 県大会に庭球部出場。
- 1984年（昭和59年）8月 - 県大会で庭球部が優勝（女子）。
- 1985年（昭和60年）11月 - 日本PTA会長表彰記念で西入口へ時計塔をつくる。

## 部活動
- 野球部（男子）
- サッカー部（男子）
- ソフトテニス部（女子）
- バスケットボール部（男女）
- バレー部（女子）
- 卓球部（男女）
- 吹奏楽部（男女）
- クリエイティブクラブ（男女）